# باراتیلی سن پیترو
باراتیلی سن پیترو (به ایتالیایی: Baratili San Pietro) یک کومونه در ایتالیا است که در استان اریستانو واقع شده‌است.

## خصوصیات
باراتیلی سن پیترو ۶٫۰ کیلومترمربع مساحت و ۱٬۲۷۸ نفر جمعیت دارد.